# XBRL
XBRL (eXtensible Business Reporting Language) ist eine auf XML basierende Sprache, mit der elektronische Dokumente im Bereich der Finanzberichterstattung erstellt werden. Insbesondere werden Jahresabschlüsse in dieser Sprache generiert.
Buchführungspflichtige Unternehmen in Deutschland sind seit 2012 verpflichtet, Jahresabschlüsse im XBRL-Format zu erstellen und als E-Bilanz an die Finanzbehörden zu übermitteln (§ 5b EStG).

## XBRL-Organisation
Die zentrale XBRL-Organisation ist XBRL International mit Sitz in Clark in den USA. XBRL International hat weit über hundert internationale Mitglieder aus dem privaten und öffentlichen Bereich und entstand ursprünglich aus dem US-Berufsverband American Institute of Certified Public Accountants (AICPA). Stark vertreten sind Softwareanbieter, Finanzdienstleister und Behörden.
Angegliedert sind nationale XBRL-Mitgliedsorganisationen, so genannte lokale Jurisdiktionen, wie z. B. XBRL Deutschland e. V., die für die Einführung und Unterstützung von XBRL auf nationaler Ebene zuständig sind.

## Grundlagen von XBRL
- Basis ist die XML-Empfehlung des W3C. XML ist die Syntax, die von XBRL benutzt wird.
- Darauf setzt die XBRL-Spezifikation von XBRL International auf. Die XBRL-Spezifikation definiert die Regeln für XBRL-Taxonomien.
- Eine XBRL-Taxonomie spezifiziert den Aufbau eines einzelnen XBRL-Dokuments. XBRL-Taxonomien folgen nationalem Recht und werden daher von lokalen Jurisdiktionen erstellt.
- Ein XBRL-Dokument, das Daten transportiert und den Regeln einer XBRL-Taxonomie genügt, heißt XBRL-Instanzdokument.

## Gesetzliche Verankerung
Aktiengesellschaften in den USA und Kanada sind ab einer bestimmten Größe zumeist verpflichtet, Geschäftsdaten an eine zentrale Datenbank zu übermitteln. Seit 2009 verpflichtet die US-amerikanische Börsenaufsichtsbehörde SEC große Unternehmen, Fonds und Auskunfteien, ihre Daten in XBRL abzuliefern.
In Deutschland sind nach § 5b des Einkommensteuergesetzes (EStG), die elektronische Übermittlung der Bilanz, der Gewinn- und Verlustrechnung (GuV) bzw. Überleitungsrechnung auf Basis des XBRL-Standards vorgeschrieben.

## Zusammenfassung
XBRL bietet auf Basis von XML eine frei verfügbare Sprache für den technisch und inhaltlich standardisierten Austausch von Informationen der Geschäftsberichterstattung. Ziel von XBRL ist es, Ineffizienzen im Prozess des Datenaustauschs und der -analyse zu reduzieren sowie den Vergleich und die Vergleichbarkeit von Informationen zu erleichtern. Erste XBRL-basierte Taxonomien lassen erhebliches Effizienzsteigerungspotenzial beim Austausch und der automatisierten (Kennzahlen-)Analyse erkennen. Sie tragen aber nicht zu einem erleichterten Vergleich oder gar inhaltlicher Vergleichbarkeit von Informationen der Geschäftsberichterstattung bei.